# Paspalum standleyi
Paspalum standleyi är en gräsart som beskrevs av Mary Agnes Chase. Paspalum standleyi ingår i släktet tvillinghirser, och familjen gräs. Inga underarter finns listade i Catalogue of Life.